# Aclista haemorrhoidalis
Aclista haemorrhoidalis är en stekelart som först beskrevs av Jean-Jacques Kieffer 1910.  Aclista haemorrhoidalis ingår i släktet Aclista, och familjen hyllhornsteklar. Arten är reproducerande i Sverige.